# O idee genială
O idee genială (în engleză Brainstorm) este un film SF regizat de Douglas Trumbull după un scenariu de Philip Frank Messina și Robert Stitzel. În rolurile principale au interpretat actorii Christopher Walken, Natalie Wood (în ultimul ei rol), Louise Fletcher și Cliff Robertson.
A fost produs și distribuit de studiourile Metro-Goldwyn-Mayer și a avut premiera la 30 septembrie 1983. Coloana sonoră a fost compusă de James Horner. 
Cheltuielile de producție s-au ridicat la 18 milioane $ .

## Rezumat
Prezintă eforturile unei echipe de cercetători de a perfecționa un sistem care înregistrează și redă în direct experiențele senzoriale și sentimentele emoționale ale unui subiect și eforturile conducerii companiei de a exploata dispozitivul în scopuri militare. După ce o cercetătoare înregistrează propria sa moarte în urma unui atac de cord, colegii ei își unesc forțele pentru a prelua informațiile și a le reda.

## Distribuție
- Christopher Walken - Dr. Michael Brace
- Natalie Wood - Karen Brace
- Louise Fletcher - Dr. Lillian Reynolds
- Cliff Robertson - Alex Terson
- Jordan Christopher - Gordy Forbes
- Donald Hotton - Dr. Landan Marks
- Alan Fudge - Robert Jenkins, project manager for project Brainstorm
- Joe Dorsey - Hal Abramson
- Bill Morey - James Zimbach
- Jason Lively - Chris Brace
- Georgianne Walken - Wendy Abramson